# Minervois
Minervois este o arie protejată (arie de protecție specială avifaunistică — SPA) din Franța întinsă pe o suprafață de 24.892 ha, integral pe uscat.

## Localizare
Centrul sitului Minervois este situat la coordonatele 43°23′01″N 2°50′07″E / 43.38361°N 2.83528°E.

## Înființare
Situl Minervois a fost declarat arie de protecție specială avifaunistică în baza directivei 79/409 din 1979 referitoare la conservarea păsărilor sălbatice pentru a proteja 23 de specii de animale.

## Biodiversitate
Situată în ecoregiunea mediteraneană, aria protejată nu include niciun habitat protejat.
La baza desemnării sitului se află mai multe specii protejate de  păsări (23): pescăruș albastru (Alcedo atthis), fâsă-de-câmp (Anthus campestris), acvilă de munte (Aquila chrysaetos), buha (Bubo bubo), pasărea ogorului (Burhinus oedicnemus), caprimulg (Caprimulgus europaeus), barză albă (Ciconia ciconia), șerpar (Circaetus gallicus), erete de stuf (Circus aeruginosus), erete vânăt (Circus cyaneus), erete cenușiu (Circus pygargus), dumbrăveancă (Coracias garrulus), presură de grădină (Emberiza hortulana), șoim călător (Falco peregrinus), Hieraaetus fasciatus, acvilă pitică (Hieraaetus pennatus), sfrâncioc roșiatic (Lanius collurio), ciocârlie de pădure (Lullula arborea), gaia neagră (Milvus migrans), gaia roșie (Milvus milvus), vultur pescar (Pandion haliaetus), viespar (Pernis apivorus), silvie de tufiș (Sylvia undata).
Pe lângă speciile protejate, pe teritoriul sitului au mai fost identificate 5 specii de păsări.